# Hypodryas demissa
Hypodryas demissa är en fjärilsart som beskrevs av Ruggero Verity 1950. Hypodryas demissa ingår i släktet Hypodryas och familjen praktfjärilar. Inga underarter finns listade i Catalogue of Life.